# Paul Cammermans
Paul Cammermans (né le 10 juillet 1921 à Berlaar et mort le 22 janvier 1999  à Zemst) est un acteur et réalisateur belge.

## Filmographie partielle
Comme réalisateur
- 1971 :  Arsène Lupin saison 01, épisode 07: La chaîne brisée.
- 1979 : Mijn vriend de Fons Rademakers : Hektor Morgenhand
- 1987 : La Famille Van Paemel (Het gezin van Paemel)
- 1988 : Gaston et Leo à Hong Kong (Gaston en Leo in Hong Kong)